# Statue d'Uzeyir Hadjibeyov (Choucha)
La statue d'Uzeyir Hadjibeyov (en azéri : Üzeyir Hacıbəyovun heykəli ; inaugurée en 1985) est le monument érigé du compositeur azerbaïdjanais Uzeyir Hadjibeyov, musicologue-scientifique, publiciste, dramaturge, pédagogue et personnage public, fondateur de l'art musical azerbaïdjanais moderne et de l'opéra national, compositeur de l'hymne de la République d'Azerbaïdjan, auteur du premier opéra de l'Orient musulman. 

## Histoire
La statue érigée dans sa ville natale de Choucha devient victime de vandalisme arménien après l'occupation de la ville de Choucha. L'auteur de cette statue est Akhmed Tsalikov. Après la libération de la ville de l'occupation, selon l'ordre du président de l'Azerbaïdjan, Ilham Aliyev, une nouvelle statue du compositeur est préparée.
Le nouveau monument est créé à partir des photos publiées dans la presse de l'époque et conservées dans les archives.
Avec le soutien de la Fondation Heydar Aliyev, la statue de bronze est érigée à son ancien emplacement dans la ville de Choucha. Le monument est réalisé par les sculpteurs Aslan Rustamov, Teymur Rustamov et Mahmud Rustamov[source insuffisante]. 
La nouvelle statue d'Uzeyir Hadjibeyov est inaugurée dans la ville de Choucha le 29 août 2021 le président de la République d'Azerbaïdjan Ilham Aliyev et le premier vice-président Mehriban Aliyeva[source insuffisante]. 